# 腓力四世 (西班牙)
腓力四世（西班牙語：Felipe IV，1605年4月8日—1665年9月17日，又譯费利佩四世）是哈布斯堡王朝的西班牙国王（1621年至1665年在位），兼任葡萄牙国王腓力三世（Filipe III）至1640年，同时為南日德蘭郡领主布拉班特公爵腓力五世（荷蘭語：Filips V），及勃艮地伯爵腓力八世（法語：Filipe VIII）。他也是葡萄牙东印度公司的創辦人。

## 生平
腓力四世在任期间，西班牙帝國虽然仍领有广大国土，但已经继续走向衰落。在1640年，葡萄牙發生葡萄牙王政復辟戰爭，西班牙勢力被驅逐，葡萄牙王國從西班牙獨立，伊比利亞聯盟解體。1648年，他承认了荷兰独立，他執政20年的首相加斯帕尔·德·古兹曼被迫負責下台，但西班牙的衰落仍是大勢所趨。

## 家庭
- 法兰西的伊丽莎白（1602-1644）：1615年結婚，法國國王亨利四世之女
  - 瑪莉亞·尤潔妮亞（1625-1627）
  - 巴爾塔沙·卡洛斯（1629-1646）：阿斯圖里亞斯親王
  - 玛丽·泰蕾莎（1638-1683）：法國國王路易十四王后

- 奧地利的瑪麗亞納（1634-1696）：1649年結婚，神聖羅馬皇帝斐迪南三世之女
  - 瑪加麗塔·特蕾莎（1651-1673）：神聖羅馬皇帝利奧波德一世皇后
  - 腓力·普羅斯佩羅（英语：Philip Prospero, Prince of Asturias）（1657-1661）：阿斯圖里亞斯親王
  - 卡洛斯二世（1661-1700）：西班牙國王